# Judas Macabeo
Judas Macabeo  (en hebreo: יהודה המכבי Yehudah HaMakabi) fue el líder de la Revuelta de los Macabeos en el siglo II a. C. contra la dominación siria helenística de los seléucidas. Sus hazañas son mencionadas en los Libros de los Macabeos contenidos en el Antiguo Testamento de la Biblia y habitualmente es considerado, junto a sus hermanos, uno de los mayores héroes de la historia judía.
Era el tercer hijo del sacerdote Matatías, que con su familia fue el centro y alma de la revuelta patriótica y religiosa de los judíos contra los reyes seléucidas de Siria.
Se han hecho varias conjeturas acerca del origen del nombre «Macabeo», que sigue siendo de etimología discutida. El nombre podría derivar de la voz siria maqqaba (martillo o maza), en referencia a sus proezas militares contra los seléucidas, para defender la religión de Israel.

## Biografía
Judas, de sobrenombre Macabeo, fue designado por su agonizante padre como el nuevo líder de la banda de soldados guerrilleros rebelados contra Antíoco IV Epífanes en el año 167 a. C. Permaneció en mandato desde el 166 a. C. hasta su muerte, en 160 a. C. Estaba animado con una gran fe en lo que él creía era el apoyo de Dios, por la bondad de la causa. Comenzó sus operaciones militares atacando y quemando muchos pueblos que se habían manifestado en favor de los enemigos de Israel, y cuando fuerzas armadas regulares fueron enviadas para poner fin a su acoso, no dudó en enfrentarse a ellas en el campo. Batió a las fuerzas sirias de los generales Lisias, Gorgias y Apolonio en las batallas de Emaús, Bet Horón y Bet Zur entre el 166 y el 165 a. C. Las tropas sirias se replegaron en consecuencia a Antioquía, lo que despejó el camino al templo de Jerusalén y permitió concluir la persecución hacia la religión judía del helenístico Antíoco IV Epífanes, quien había transformado el Templo de Jerusalén en otro consagrado al dios pagano griego Zeus. A la muerte de su padre en otoño de 164 a. C., Antíoco V Eupator confirmó el derecho de los judíos a vivir según su propia ley.
La inauguración del Templo purificado el 14 de diciembre del 164 a. C. es conmemorada por la fiesta judía de la Janucá (fiesta de la dedicación). Pero, aunque había obtenido la libertad religiosa, Judas Macabeo quería obtener la independencia política y la guerra contra el poder sirio prosiguió. Judas Macabeo se alió con los romanos contra Siria enviando una delegación a Roma para firmar un acuerdo entre estos y el pueblo judío. Fortificó además el Templo y la fortaleza de Bethsur en la frontera con Idumea. A la llamada de los israelitas perseguidos, emprendió incursiones victoriosas en Idumea y puso sitio a la ciudadela de Acra, e hizo expediciones a los territorios ba'anita y amonita. Su hermano Simón Macabeo dirigió una expedición a las murallas de Akko, mientras Judas fue de la Galaad a Bosra. Los israelitas de estas dos regiones fueron llevados a Jerusalén para mayor seguridad.

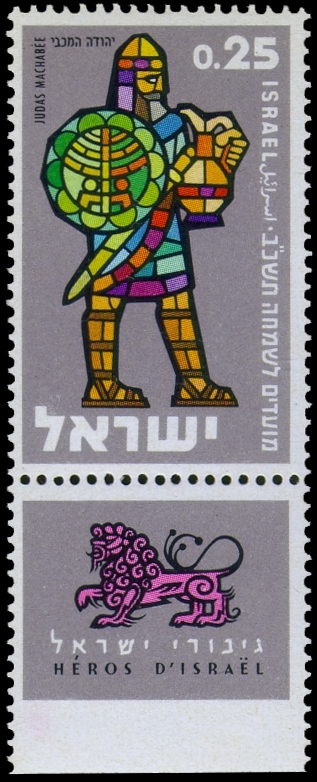
Sello postal israelí, de la serie Héroes de Israel, con un retrato de Judas Macabeo.

Fases de expansión del Reino de los Asmoneos.

Mientras tanto, el ejército sirio de Gorgias derrotó a una fuerza expedicionaria judía a las puertas de Jamnia. Judas fue a la guerra contra Idumea, se apoderó de Hebrón y luego de Marissa. También atacó las ciudades filisteas con una incursión en Ashdod. Se enfrentó y después mató al general Nicanor en Adasa. Le cortó la cabeza y la mano derecha, que fueron llevados a Jerusalén. El aniversario de esta muerte, conocido como el "Día de Nicanor", el 13 de Adar, fue un día de fiesta para los judíos hasta la caída del Templo de Jerusalén. Judas murió el año 160 a. C. durante la batalla de Elasa contra las tropas sirias del rey Demetrio I Sóter, dirigidas por el general Báquides. Sus hermanos Jonatán y Simón lo enterraron en Modiin, en las montañas de Judea, y fundaron la dinastía de los hasmoneos.